# ماحي بينبين
ماحي بينبين رسام وكاتب ونحَّات مغربي، وُلدَ سنة 1959 في مراكش.
غادر ماحي المغرب إلى بلدانٍ عديدة. قبل أن يعودَ سنة 2002 إلى مراكش ويستقر بها. دَرَسَ ماحي الرياضيات ودرَّسَها في باريس، وسكن في نيويورك بين العامين 1994 و1999. بعض أعماله موجودة بمُتحف غوغنهايم بنيويورك. كتبَ روايات عدة ترجمت إلى لُغات أخرى في مختلف أنحاء العالم. فاز بجائزة البحر الأبيض المتوسط في نسختها الـ35 عام 2020، والتي ينظّمها المركز المتوسطي للأدب، ورعاية مدينة بربينان ومدينة باركاريس، ومنطقة أوكسيناتي ومجلس مقاطعة بيرينيه-أوريونتال. وقد فاز بتلك الجائزة عن روايته (غون دو باردون) التي صدرت عام 2019.

## روابط خارجية
- ماحي بينبين على موقع IMDb (الإنجليزية)
- ماحي بينبين على موقع مونزينجر (الألمانية)